# Vigier
Vigier es un fabricante francés de guitarras eléctricas y bajos eléctricos. La empresa fue fundada por Patrice Vigier en 1980 y produce sus instrumentos en Grigny. Vigier  también es activa en la importación y distribución de instrumentos musicales, amplificadores y accesorios a través de su división de High Tech Distribution.

## Historia
El origen de la marca Vigier se remonta a finales de los años 70. Patrice Vigier, un lutier autodidacta originario de Les Ulis, comenzó modificar guitarras y construir mástiles acabados. Entonces construyó su primera guitarra sin trastes y con un diapasón de vidrio. Vigier conoció sus primeros clientes en Montparnasse a través de Philippe Lacour, un amigo y empleo de Distribution Music. En 1980 fundó la compañía Vigier y presentó el primer modelo, la Arpege, en una feria de instrumentos musicales. La guitarra tenía las características siguientes:

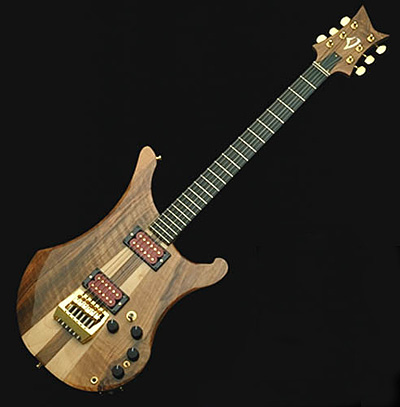
Vigier Arpege Guitar (1980)

- un mástil a través del cuerpo con una extensión trapezoidal,
- una pieza de refuerzo de metal debajo del diapasón,
- un diapasón de metal para la versión sin trastes,
- un puente fijo,
- componentes electrónicos activos y
- pastillas Benedetti.

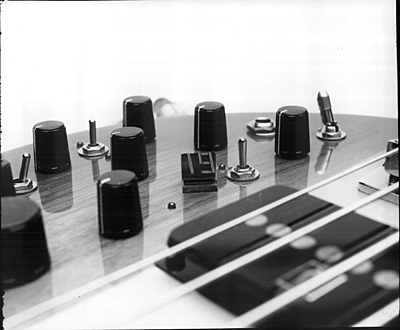
Vigier Nautilus System (1982)

Otro modelo tenía un sistema de ecualización y de memoria de sonido llamado Nautilus. En los años siguientes, la marca lanzó dos nuevos modelos, la Pasión (1983) y la Marilyn (1985). En 1986 Vigier diversificó sus actividades mediante la creación de un departamento de importación y distribución de instrumentos, amplificadores y accesorios. Las marcas distribuidas incluyen: Ampeg, DiMarzio, Ernie Ball Music Man, Premier, Orange y Trace Elliot. Dos años después Vigier renombró la división High Tech Distribution para separar las operaciones de fabricación y distribución. En la década de 1990, Vigier introdujo nuevos modelos: la Excalibur en 1991, su variante sin trastes, la Surfreter en 1998 y el bajo Excess en 1996.
En 2000 Vigier celebró el 20 aniversario de la marca con un Surfretter Excalibur decorado con oro, diamantes, zafiros y esmeraldas por valor de 30.000 euros. Ese mismo año, la compañía introdujo la Expert, un modelo inspirado en la versión clásica de la Fender Stratocaster. Vigier también diseñó una guitarra con un selector, volumen y tono controlado por MIDI. Un prototipo fue presentado en 2003 durante la feria internacional de instrumentos musicales de Frankfurt, pero el proyecto nunca fue terminado. En la segunda mitad de la década de 2000, Vigier introducido varios modelos signature: la Excalibur Shawn Lane en 2005, la Excalibur Ron Thal y el Excess Roger Glover en 2006. En 2009 Vigier presentó su modelo Singlecut, la GV, en homenaje a Georges Vigier, difunto padre de Patrice.

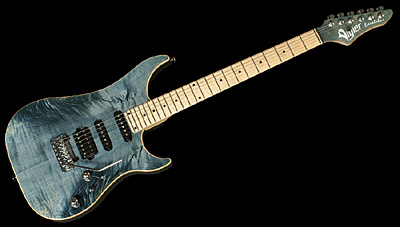
Vigier Excalibur Ultra Blues

## Método de producción
Vigier produce un promedio de 500 instrumentos al año. El tiempo de producción para un instrumento oscila entre tres y cinco meses y se realiza en parte a mano y en parte con máquinas de control numérico. Las maderas como el aliso, arce y fresno proviene de bosques franceses, el palo rojo de India y la caoba de Honduras. Los troncos de madera en bruto son clasificados y son secados naturalmente durante tres a siete años para alcanzar el contenido de humedad deseado. Además, Vigier también utiliza otros materiales como aleaciones de acero y cobre (iMetal y Delta metal) y phenowood, un material compuesto a base de celulosa de madera y de resina fenólica.
El cuerpo está hecho de dos partes. Máquinas herramientas realizan los cortes y chaflanes y hacen diapasones corregidos hasta el centésimo de milímetro. El peso del instrumento es mantenido alrededor de 3 kg. Los mástiles están equipados con una varilla de carbono, en lugar de un alma ajustable. Este método de construcción se llama 10/90 Neck System. El resto de las operaciones se realizan a mano. Las guitarras y los bajos están acabados con revestimientos finos de laca y las cavidades están blindado. La cola y el barniz se secan durante cinco semanas. Los instrumentos están equipados con pastillas DiMarzio, potenciómetros Switchcraft, una cejuela de teflón y botones de correa empotrados. Para los modelos con un puente flotante Vigier utiliza su propio sistema de puente que se sustente sobre rodamientos de agujas.

## Distinciones
En 1992 Patrice Vigier fue nombrado "lutier del año" en la categoría de guitarra eléctrica. En 1993, la Excalibur fue galardonado con el título de " guitarra más innovadora del año " por la revista americana The Music And Sound Retailer. Otra revista americana, Premier Guitar, también ha nominado Vigier por su Premier Gear Awards: la GV Wood en 2011 y la Excalibur Special 7 en 2013.